# Tessa de Loo
 (octobre 2018).
Si vous disposez d'ouvrages ou d'articles de référence ou si vous connaissez des sites web de qualité traitant du thème abordé ici, merci de compléter l'article en donnant les références utiles à sa vérifiabilité et en les liant à la section « Notes et références ».
Tessa de Loo, née le  15 octobre 1946 à Bussum, est une écrivaine et femme de lettres néerlandaise.